# 北茨城市議会
北茨城市議会（きたいばらきしぎかい）は、茨城県北茨城市に設置されている地方議会である。

## 概要
- 定数：19人（そのうち4人が女性で、議員の21.05％が女性）
- 任期：2021年3月31日 - 2025年3月30日[1]
- 選挙区：市全体を1選挙区とする大選挙区制（単記非移譲式）
- 議長：前田利勝
- 副議長：滝広嗣

## 議員報酬と諸手当
| 役職   | 報酬            | 政務活動費 |
| ------ | --------------- | ---------- |
| 議長   | 月額 46万1000円 | 月額 1万円 |
| 副議長 | 月額 41万3000円 | 月額 1万円 |
| 議員   | 月額 39万1000円 | 月額 1万円 |

※別途期末手当あり